# Deronje
Deronje (Дероње, în maghiară Dernye),  pronunțat în limba română Deronie este un sat situat în partea de nord-vest a Serbiei, în Voivodina. Aparține administrativ de comuna Odžaci. La recensământul din 2002 localitatea avea 2847 locuitori.